# Ворен Сити (Тексас)
Ворен Сити (енгл. Warren City) град је у америчкој савезној држави Тексас. По попису становништва из 2010. у њему је живело 298 становника.

## Демографија
Према попису становништва из 2010. у граду је живело 298 становника, што је 45 (13,1%) становника мање него 2000. године.
| Група             | 2000.       | 2010.       |
| Белци             | 303 (88,3%) | 250 (83,9%) |
| Афроамериканци    | 27 (7,9%)   | 23 (7,7%)   |
| Азијати           | 0 (0,0%)    | 0 (0,0%)    |
| Хиспаноамериканци | 11 (3,2%)   | 18 (6,0%)   |
| Укупно            | 343         | 298         |